# Kanton Bastia-6 (Furiani-Montésoro)
Kanton Bastia-6 (Furiani-Montésoro) (francouzsky Canton de Bastia-6 (Furiani-Montésoro)) je francouzský kanton v departementu Haute-Corse v regionu Korsika. Je tvořen částí města Bastia. Vznikl v roce 1982 rozdělením kantonu Bastia-5.